# Heládio de Alexandria
Heládio (em latim: Helladius) foi um grego do fim do século IV e início do século V, natural de Alexandria, no Egito. Sabe-se que atuou como gramático ao lado de Amônio e era sacerdote de Zeus. Em 391, foram obrigados a fugir devido as revoltas antipagãs, durante as quais Heládio alegou ter matado nove cristãos. Foi à capital imperial de Constantinopla, onde fundou uma escola e tornar-se-ia mestre de Sócrates. De acordo com a Suda, foi autor de um léxico alfabético (λεξικον κατα στοιχειον), uma écfrase sobre a glória (εκφρασις φιλοτιμιας), outra sobre as Termas de Constantino, uma obra chamada Dioniso, a Musa (Διονυσος η Μουσα) e um panegírico dedicado ao imperador Teodósio II (r. 408–450). Em 15 de março de 425, foi agraciado com codicilos da "comitiva da primeira ordem" (comitiva primi ordinis), que permitiram-lhe ser qualificado como ex-vigário.